# Walter Rutherford
Walter Mathers Rutherford (Newlands, 5 de Maio de 1870 - 9 de Outubro de 1936) era um golfista escocês que competiu nos Jogos Olímpicos de Verão de 1900. 
Ele nasceu em Newlands nos Borders. Ele ganhou a medalha de prata na competição masculina, com uma pontuação de 168 com mais de 36 buracos.

## Ligações Externas
- Perfil Olímpico